# بين إيفانز (لاعب دوري الرغبي)
بين إيفانز (بالإنجليزية: Ben Evans)‏ هو لاعب دوري الرغبي بريطاني، ولد في 30 أكتوبر 1992 في بريدجند ‏ في المملكة المتحدة.